# لایا سانز
لایا سانز پله گیریبرت (به انگلیسی: Laia Sanz Pla-Giribert) (زاده ۱۱ دسامبر ۱۹۸۵) که با نام لایا سانز (به انگلیسی: Laia Sanz) نیز شناخته می‌شود، یک ورزشکار خانم از کشور اسپانیا است. او چهارده بار قهرمان موتور تریال جهان زنان و ده بار قهرمان اروپای موتور تریال زنان در مسابقات موتورسیکلت تریال در فضای باز یا طبیعت است.
او همچنین عضو تیم ملی زنان اسپانیا در مسابقات تیم ملی موتور تریال است که به تیم کمک کرد تا پنج بار برندهٔ این مسابقات در سال‌های ۲۰۰۰، ۲۰۰۲، ۲۰۰۸، ۲۰۱۰، ۲۰۱۱ شود.
در سال ۲۰۱۰ لایا سانز برای اولین بار در مسابقات قهرمانی جهان اندرو زنان شرکت کرد. در سال ۲۰۱۱، او برای اولین بار در رالی داکار شرکت کرد و در رده موتور سیکلت زنان موفق به کسب مقام اول شد و در مجموع امتیاز سی و نهم را کسب کرد، موقعیتی که یک سال بعد موفق به تکرار آن شد.

## زندگی‌نامه

### سال‌های ابتدایی
لایا در سال ۱۹۸۵ متولد شد، در چهار سالگی دوچرخه سواری را آموخت. اولین تماس او با موتورسیکلت هم در همان سال بود، زمانی که پدرش او را روی باک بنزین موتورسیکلتش نشاند و با او دور زد. در پنج سالگی اشتیاق او برای موتورسواری بیشتر شد و بدون اینکه به کسی بگوید، شروع به سوار شدن موتورسیکلت برادرش کرد. برادر بزرگتر لایا، جوآن، که او نیز از علاقه مندان به موتور سیکلت بود، یک مونتسا کوتا ۲۵ سی سی داشت.
در سال ۱۹۹۲، لایا هفت ساله شد و با تشویق مادرش در مسابقه‌ای از مسابقات قهرمانی نوجوانان کاتالونیا که در روستای او برگزار می‌شد، شرکت کرد. در ان مسابقه او هشتم و آخر شد، اما می‌خواست برای نتایج بهتر برگردد. سال بعد او از مسابقهٔ اول در مسابقات قهرمانی شرکت کرد. با این گام، او به یک ورزش مردانه و بدون داشتن قهرمانی زنان در آن زمان پیوست.
در سال ۱۹۹۷ سانز اولین پیروزی خود را در مسابقات قهرمانی مردان با سواری یک موتورسیکلت ۸۰ سی سی کسب کرد. او همچنین برای اولین بار در یک مسابقهٔ بین‌المللی زنان نیز شرکت کرد. در سال ۱۹۹۸، او در اولین دورهٔ مسابقات قهرمانی موتورسیکلت تریال اروپا زنان که در آن زمان غیررسمی بود، شرکت کرد و برنده شد. او تنها دوازده سال داشت و با موتورسوارانی بزرگ‌تر از خودش رقابت می‌کرد و با این کار توجه طرفداران و تیم‌های حرفه ای را به خود جلب می‌کرد. به لطف نتیجه‌های عالی، لایا شروع به قبول کردن موتورسواری به عنوان شغل آینده اش کرد. همچنین در آن سال او در مسابقات قهرمانی موتورسیکلت تریال در اسپانیا نیز شرکت کرد، جایی که او تنها موتورسوار زن بود.

### اولین حضور بین‌المللی
در سال ۲۰۰۰، سانز قهرمان کادت اسپانیا شد، که دوباره در آن مسابقه هم او تنها موتورسوار زن بود. به گفته او این رضایت بخش‌ترین مقام قهرمانی او است. لایا در اولین دورهٔ برگزاری مسابقات رسمی موتورسیکلت تریال قهرمانی اروپای زنان و مسابقات قهرمانی جهان زنان هم شرکت کرد و با کسب مقام اول در مسابقات قهرمانی جهان زنان، اولین عنوان جهانی خود را به دست آورد. او در مسابقات قهرمانی اروپا نیز موفق به کسب مقام دوم شد. او همچنین به عنوان عضوی از تیم ملی اسپانیا در اولین سال از مسابقات تیم ملی موتور تریال زنان شرکت کرد و در آن مقام اول را کسب کرد.
از آن زمان به بعد، او عنوان‌های قهرمانی بسیاری را در مسابقات بین‌المللی زنان به دست آورد و هفت بار به صورت متوالی در سال‌های ۲۰۰۰ تا ۲۰۰۶ و ۲۰۲۱ قهرمان مسابقات جهانی موتورسیکلت تریال زنان شده‌است. لایا در مسابقات قهرمانی مردان نیز شرکت کرده و موفق به کسب نتیجه‌های خوبی هم شده‌است.
در گذشته سانز برای تیم موتورسواری بتا مسابقه داده‌است، اما در سال ۲۰۰۴ به تیم رسمی هوندا مونتسا پیوست. او با هر دو برند موتور تریال عنوان‌های جهانی، اروپا و اسپانیا را به دست آورد. هم تیمی‌های او در هوندا مونتسا تا سال ۲۰۱۱ تونی بو و تاکاهیسا فوجینامی بودند. برای فصل ۲۰۲۱ او برای تیم موتورسواری گاز گاز مسابقه داد.

### شرکت در داکار و مسابقات اندرو
در سال ۲۰۱۰، سانز سرانجام این شانس را به دست آورد که برای رالی داکار، رؤیای دوران کودکی اش تمرین کند. او به عنوان مربی داکار جوردی آرکارونز، افسانهٔ رالی داکار به مسابقات پیوست و با اینکار رؤیای کودکی دیگرش را نیز به واقیعت تبدیل کرد. او همچنین در مسابقات قهرمانی جهانی اندرو زنان به عنوان بخشی از تمرینات خود برای داکار شرکت کرد و تنها پس از شرکت در دو مسابقه از سه مسابقه به مقام قابل احترام سوم دست یافت. او همچنین به رقابت در مسابقات موتورسیکلت تریال ادامه داد و در آن مسابقات قهرمانی اروپا و اسپانیا و مسابقات تیم ملی موتورسیکلت تریال را به دست آورد.
او در سال ۲۰۱۱ در رالی داکار با موتورسیکلت هوندا CRF450X به عنوان بخشی از تیم Arcarons RST KH-7 با آرکارون به عنوان پشتیبان شرکت کرد. او در کلاس زنان پیروز شد و در مجموع در جایگاه ۳۹ام قرار گرفت. او در تمام مسابقات قهرمانی جهانی اندورو زنان نیز شرکت کرد و در مجموع دوم شد.
در سال ۲۰۱۲ رالی داکار او به عنوان عضوی از تیم موتورسواری گس گس به مسابقات پیوست و اولین حضور رسمی آنها را در رالی انجام داد لایا در آن مسابقه مارک گواش را به عنوان پشتیبان خود داشت. متأسفانه سانز در مرحله چهارم دچار مصدومیت شد، دستش آسیب دید و مخزن بنزین موتورسیکلت ۴۵۰ سی سی اش آسیب دید اما به راه خود ادامه داد و توانست مرحله را به پایان برساند. سانز علیرغم اینکه مجبور بود برای بقیه رالی «انفرادی» سوار شود، موقعیت سی و نهم خود را تکرار کرد و تنها زنی بود که با موتورسیکلت کلاس زنان، رالی را به پایان رساند.
در سال ۲۰۱۵، سانز بهترین نتیجهٔ خود و همچنین بهترین نتیجه را برای یک زن موتورسوار در تاریخ رالی داکار به دست آورد، او مقام نهم را در کلاس موتور سواری هوندا به دست آورد.
در نسخه ۲۰۱۶ رالی داکار، لایا برای کی تی ام مسابقه داد و در رده‌بندی عمومی موتور سیکلت در رده پانزدهم قرار گرفت.
در مسابقات سال ۲۰۲۰ رالی داکار، لایا سانز در مجموع در مقام ۲۵ قرار گرفت.

### مسابقات اتومبیل رانی
سانز چندین بار در مسابقه خانگی خود (اسپانیا) در سری H ۲۴، ۲۴ ساعت بارسلونا ظاهر شده‌است. او در سال ۲۰۱۱ در کلاس خود برنده شد. او همچنین در سال‌های ۲۰۱۴ و ۲۰۱۵ در مسابقات SEAT León Eurocup حضور داشت.

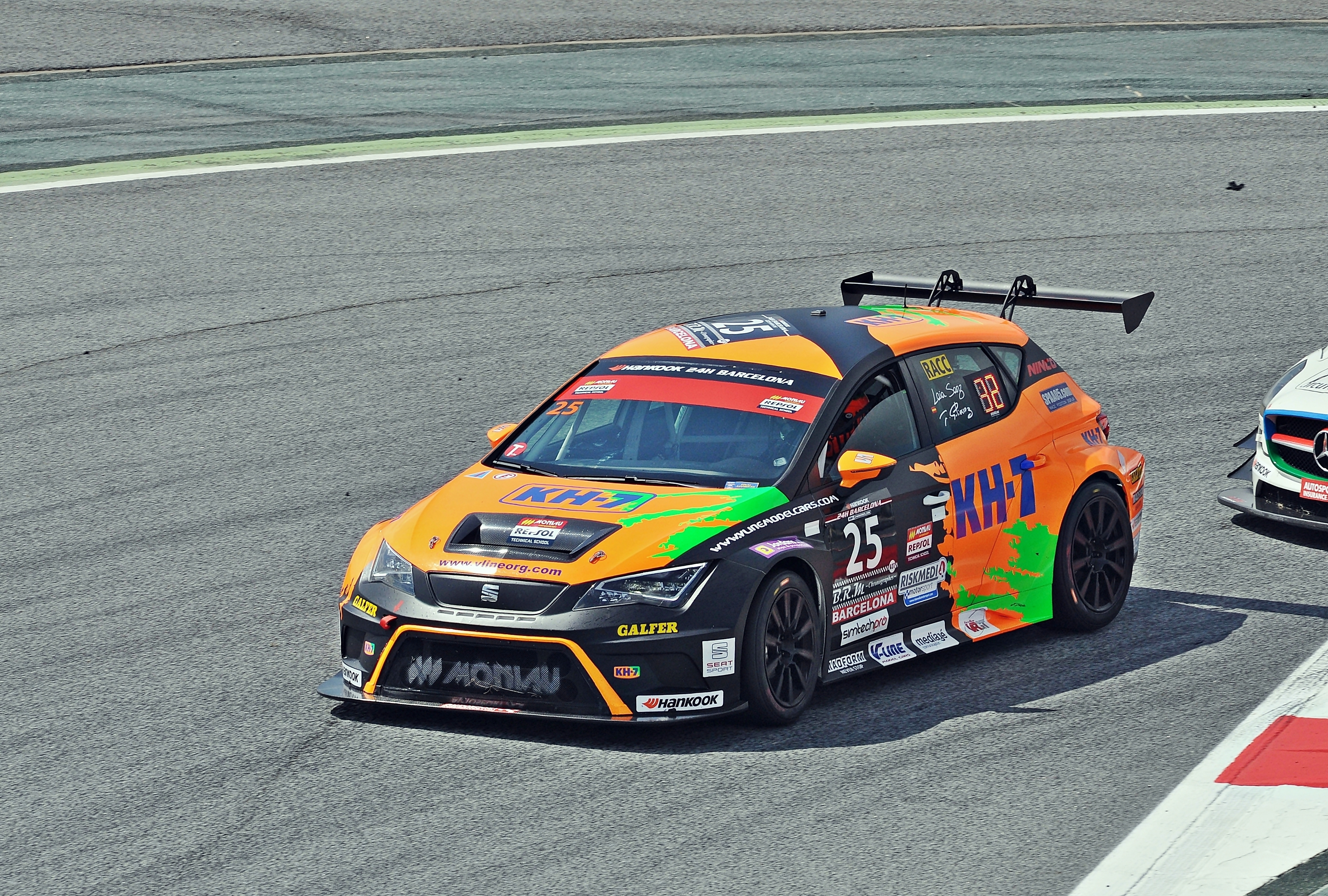
رانندگی لایا سانز برای KH7 - Monlau در مسابقه Seat León Cup

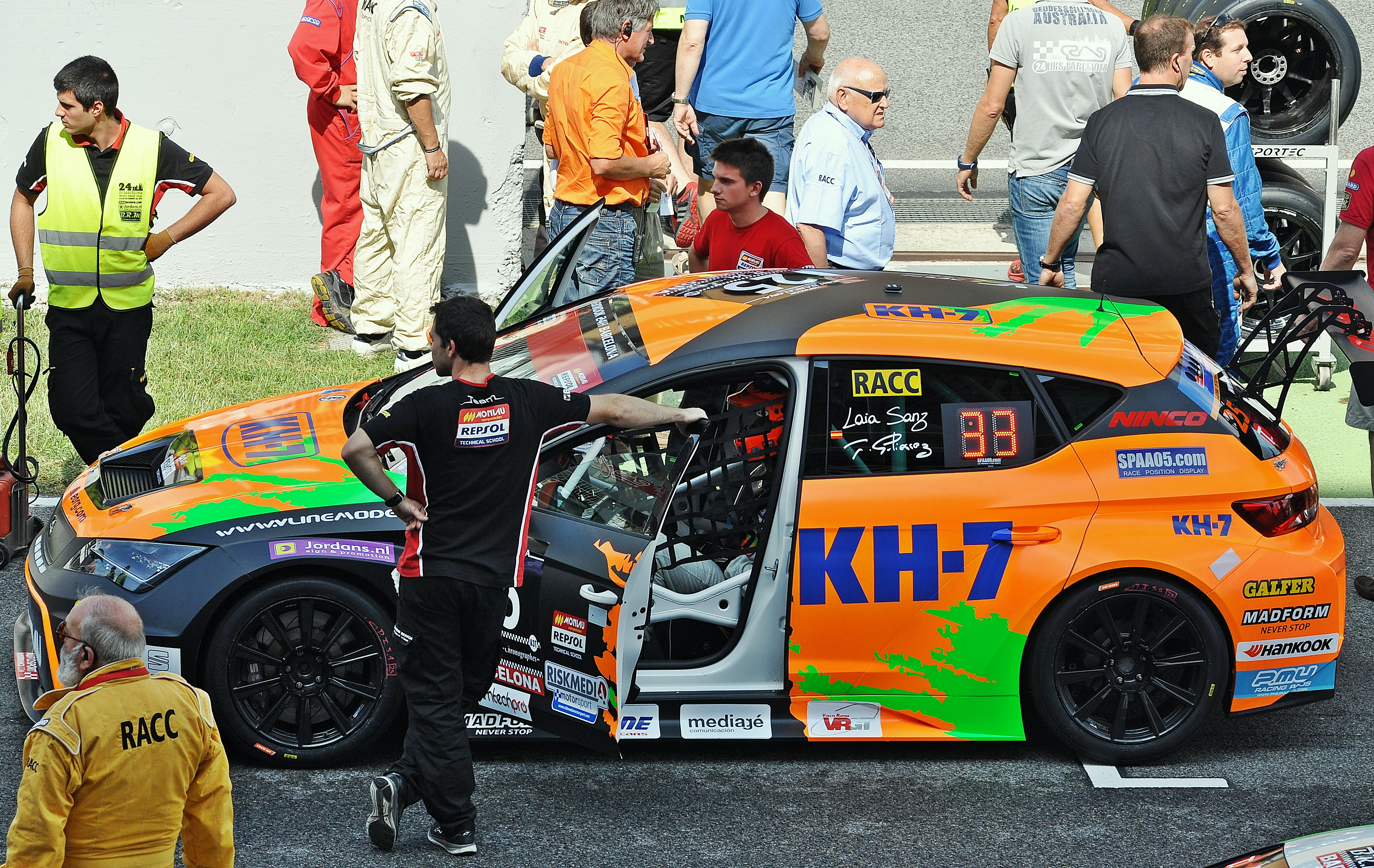
رانندگی لایا سانز برای KH7 - Monlau در مسابقه Seat León Cup